# Giosi Lippolis
Giosi Lippolis (Ginosa, 12 gennaio 1923 – Roma, 29 maggio 2006) è stata una poetessa, scrittrice, traduttrice e docente italiana, di origine statunitense.
Nata a Ginosa, in Puglia, da un pastore protestante e una giovane statunitense di origini italiane. Si formò nel clima dell'evangelismo. Nel tentativo di conciliare con le necessità pratiche la sua missione evangelica, il padre Donato si trasferì poi con la famiglia a Palermo e successivamente, fino al termine della guerra, a Taranto. Emigrata con la madre ed i fratelli a Philadelphia, negli Stati Uniti, transitò attraverso differenti ambienti e impieghi giungendo infine a New York, dove si dedicò all'insegnamento presso l'Istituto Italiano di Cultura.
La città le offrì molte occasioni. Strinse rapporti con i principali esponenti della cultura italiani e statunitensi tra i quali, in particolare, Dylan Thomas e Giuseppe Prezzolini. Quest'ultimo ne curò la prefazione della prima raccolta di poesie, È il tempo una speranza che cammina (Guanda 1959). Ne nacque un'amicizia continuata per quasi un trentennio.
Nel 1960 ottenne una borsa di studio soggiornando presso la più antica colonia per artisti statunitense, la Mac Dowell Colony. Vi conobbe lo scrittore statunitense di origini irlandesi John J. Maloney (1916-1968), che sposò nell'estate del 1961. Dal 1955 si stabilì definitivamente a Roma, continuando a soggiornare, per periodi più o meno prolungati, negli Stati Uniti, da dove inviò corrispondente al "Mondo", al "Mattino" di Napoli e alla "Nazione", di Firenze.
Dopo la morte del marito nel 1968 riprese l'alternanza di lunghi soggiorni a Philadelphia e New York con i periodi romani, dove si era frattanto stabilita in via del Babuino. È di questo periodo la stagione delle lotte femministe e dell'impegno per i diritti civili: negli Stati Uniti conobbe tra l'altro Bob Dylan e Joan Baez, di cui divenne amica, e collaborò a progetti editoriali sul versante dell''impegno' con Walter Mauro ed Elena Clementelli (La trappola e la nudità. Rizzoli 1974).
Ha pubblicato testi di narrativa, poesia e critica su riviste tra le quali Nuova antologia, Tempo presente, L'osservatore politico e letterario, Galleria. Del 1973 è La porta accanto (PAN), finalista al premio Strega 1974.
Nel corso del successivo ventennio, avviò e mantenne diverse collaborazioni con programmi radiofonici per Radio Tre e per varie emittenti private, collaborando con Dina Luce. Collaborò inoltre con Giorgio Manacorda e Chiara Maresca, e le fu dedicata una puntata della rubrica radiofonica "Il paginone" (Rai). Fu anche un'animatrice degli incontri culturali nel celebre 'teatrino' ipogeo del caffè Notegen di via del Babuino, collaborando tra gli altri con Giulia Perroni e Maria Jatosti.
Del 2000 è la sua opera conclusiva: si tratta del romanzo-autobiografia "Getta il tuo pane sulle acque" (Empirìa, Roma), racconto della giovinezza nell'Italia contadina e fascista e della difficile vicenda dell'emigrazione in un paese straniero, apprezzato fra gli altri da Walter Mauro e Giuliano Manacorda.
La Lippolis non pubblicò altri volumi di versi, ma ha lasciato un cospicuo fondo di inediti ora costituito in apposito Archivio. Recentemente la rivista Poeti e Poesia (Pagine, Roma) ha ripubblicato alcune poesie della raccolta curata da Prezzolini. Altre pubblicazioni in riviste, sempre a cura dell'Archivio Lippolis, sono attualmente in corso.
Costituito ufficialmente nel 2008 ma attivo di fatto già a partire da due anni prima, l'Archivio Giosi Lippolis è formato dal materiale rinvenuto nella casa dell'Autrice italoamericana alla sua morte, avvenuta a Roma nel maggio 2006.
Esiste presso questo Archivio altresì un gruppo di lettere tuttora inedite di Giuseppe Prezzolini,  con il quale l'Autrice strinse un'amicizia durata per oltre un ventennio. Altra corrispondenza comprende autori o personaggi come Carlo Betocchi, Giambattista Vicari, Giuseppe Longo, Mario Quattro Ciocchi, Lamberto Pignotti, Dina Luce, Frances Frenaye, Lydia Heinemann e altri.
Ambizione e scopo dell'Archivio sono la catalogazione e valorizzazione della produzione letteraria della Lippolis. L'Archivio prosegue attivamente nella ricerca di documenti a esso legati allo scopo di evitarne la dispersione o la definitiva perdita.

## Opere
in volume
- Giorno dopo giorno (raccolta di poesie scritte da bambina), Editrice valdese Claudiana, Torre Pellice (Torino) 1955
- È il tempo una speranza che cammina, Guanda, Parma 1959 (prefazione di Giuseppe Prezzolini)
- La porta accanto, PAN, Milano 1973
- Getta il tuo pane sulle acque, Empirìa, Roma 2000

in antologie
- Sue poesie sono incluse in antologie di poesia e narrativa da Antonio Vallardi Editore e Vallecchi.

in giornali e riviste
- Corrispondenze dagli Stati Uniti per "La Nazione", "Il Mattino", "Il Mondo", "Tempo presente", "La Fiera letteraria".
- Poesie, articoli e racconti su "Nuova Antologia", "Tempo presente", "Galleria", "Il Caffè", "Osservatore politico e letterario", "La Fiera Letteraria" e "Amica".

postume
- Poesie inedite, a cura dell'Archivio Lippolis, in "Poeti e Poesia", n. 1/08

| Controllo di autorità | VIAF (EN) 90341979 · ISNI (EN) 0000 0004 1968 6364 · SBN SBLV234109 |